# Caledonian MacBrayne

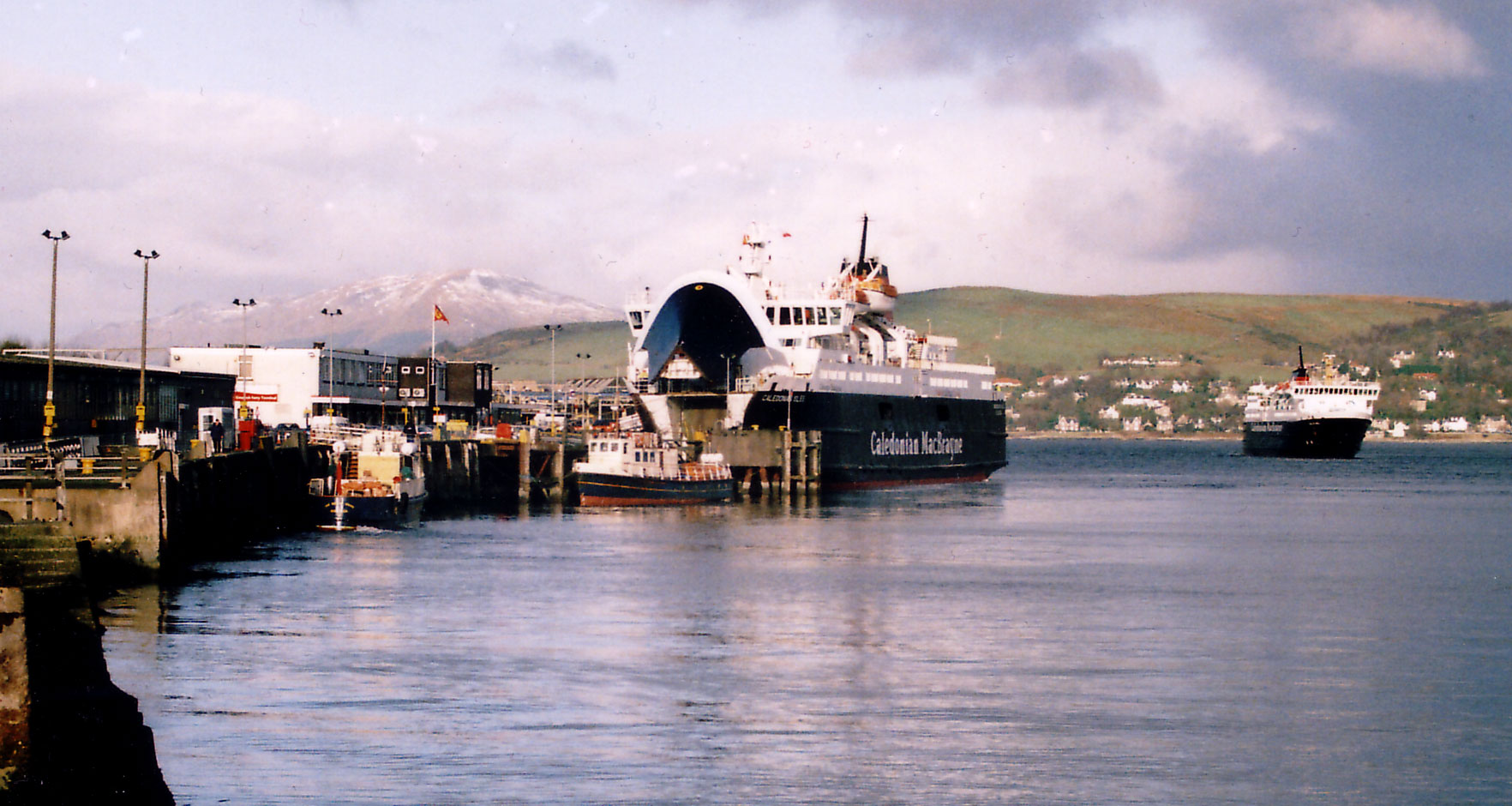
Caledonian MacBraynes högkvarter vid Gourocks kaj och besök från MV Caledonian Isles och MV Isle of Mull.

Caledonian MacBrayne,  förkortat CalMac, är ett statligt företag som med färjor trafikerar ett tjugotal öar och halvöar på Skottlands västkust - bland andra Islay.